# Laurent Redon
Laurent Redon (ur. 5 sierpnia 1973 roku w Saint-Chamond) – francuski kierowca wyścigowy.

## Kariera
Redon rozpoczął karierę w wyścigach samochodowych w 1994 roku od startów we Francuskiej Formule 3. Z dorobkiem 26 punktów uplasował się na dziewiątej pozycji w klasyfikacji generalnej. Rok później w tej samej serii był już mistrzem. W późniejszych latach pojawiał się także w stawce Grand Prix Makau, Formuły 3000, Sports Racing World Cup, 24-godzinnego wyścigu Le Mans, European Le Mans Series, Indy Racing Northern Light Series, FIA Sportscar Championship, American Le Mans Series oraz IndyCar.
W Formule 3000 Francuz startował w latach 1996-1997. W pierwszym sezonie startów w ciągu dziewięciu wyścigów, w których wystartował, uzbierał łącznie siedem punktów. Dało mu to ósme miejsce w klasyfikacji generalnej. Rok później Redon raz stanął na podium. Uzbierane dziesięć punktów dało mu dziewiąte miejsce w końcowej klasyfikacji kierowców.
W sezonie 1999 Francuz pełnił rolę kierowcy testowego ekipy Benetton w Formule 1.